# 디스커넥트 (영화)
《디스커넥트》(영어: Disconnect)는 2012년에 개봉한 미국의 심리 스릴러 영화이다. 헨리 앨릭스 루빈 감독을 맡고, 앤드루 스턴이 각본을 썼다. 제이슨 베이트먼, 호프 데이비스, 프랭크 그릴로, 앤드리아 라이즈버러, 폴라 패튼, 미카엘 뉘크비스트, 알렉산데르 스카르스고르드, 맥스 테리옷 등이 앙상블 캐스트로 출연하였다. 패션 디자이너 마크 제이컵스가 처음 연기를 시도한 영화이기도 하다.

## 줄거리
영화는 현대 커뮤니케이션 기술의 부정적인 측면을 세 가지 연결된 이야기를 통해 보여준다.
첫 번째 이야기는 야심 찬 기자 니나가 10대 화상 채팅 스트리퍼 카일을 인터뷰하면서 시작된다. 인터뷰가 주목을 받자 FBI는 불법적인 운영을 중단시키기 위해 니나에게 카일이 일하는 곳의 주소를 요구한다. 니나는 카일을 구하고 싶지만, 그 과정에서 카일의 신뢰를 잃을까 두려워한다. 결국 카일은 주소를 알려주지만, 운영자 하비가 이를 눈치채고 모두를 데리고 도망친다. 니나는 그들을 따라 모텔로 찾아가 카일에게 함께 떠나 자신의 집으로 가자고 설득하지만, 니나가 확실한 안전을 보장하지 못하자 카일은 거절한다. 하비는 이들을 지켜보다 니나를 때리고, 카일을 포함한 스트리퍼들은 떠나버린다.
두 번째 이야기는 제이슨과 친구 프라이가 페이스북 메신저에서 "제시카 로니"라는 가짜 계정을 만들어 벤이라는 십 대에게 누드 사진을 보내도록 속이는 과정을 보여준다. 사이버 괴롭힘을 당하게 된 벤은 너무나 수치스러워 목을 매달아 자살을 시도하고 혼수상태에 빠진다. 니나가 일하는 방송국 변호사인 벤의 아버지 리치는 아들의 소셜 미디어를 조사하다 "제시카"와 대화를 나누게 되고, 병원에서 제이슨을 만나지만 제이슨은 자신이 마이크라고 거짓말한다. 제이슨의 아버지 마이크는 아들이 저지른 일을 알고 분노하지만, 프라이의 아이패드에서 증거를 지워 아들을 보호한다. 나중에 리치는 "제시카"의 정체를 알고 마이크의 집으로 찾아가 다툼을 벌인다. 제이슨이 싸움을 말리려고 끼어들어 리치는 그를 하키채로 때리게 되고, 마이크는 리치를 때려 싸움을 끝낸다.
마지막 이야기는 영아돌연사증후군으로 아들을 잃은 슬픔에서 벗어나지 못하는 부부 데릭과 신디의 이야기다. 어느 날 그들은 온라인에서 신분 도용을 당하고, 사립 탐정 마이크를 고용해 범인을 찾는다. 마이크는 신디가 협력 단체 웹사이트에서 정기적으로 채팅을 해왔다는 걸 알게 된 뒤 범인을 직접 찾아내기로 결심한다. 신디와 데릭은 용의자 스티븐 슈마커를 추적하고 증거를 찾기 위해 그의 집에 침입하기도 한다. 데릭이 스티븐을 직접 대면하기 직전 마이크는 스티븐 역시 신분 도용의 피해자라고 알려준다. 스티븐은 신디와 데릭이 자신을 스토킹해온 것을 눈치채고 총으로 위협하지만, 해병대 출신인 데릭은 그를 제압한다. 신디는 스티븐이 온라인에서 자신을 위로해 주었다는 사실을 이야기하며 데릭을 진정시킨다.
세 이야기는 명확하게 해결되지 않은 채 끝나지만 영화는 등장인물들이 서로 "단절"을 멈추고 사랑하는 사람들과 더욱 가까워지게 되었다는 걸 보여준다.

## 출연
- 제이슨 베이트먼 - 리치 보이드 역
- 호프 데이비스 - 리디아 보이드 역
- 프랭크 그릴로 - 마이크 딕슨 역
- 미카엘 뉘크비스트 - 스티븐 슈마커 역
- 폴라 패튼 - 신디 헐 역
- 앤드리아 라이즈버러 - 니나 더넘 역
- 알렉산데르 스카르스고르드 - 데릭 헐
- 맥스 테리옷 - 카일 역
- 콜린 포드 - 제이슨 딕슨 역
- 조나 보보 - 벤 보이드 역
- 헤일리 램 - 애비 보이드 역
- 노버트 리오 버츠 - 피터 역
- 케이시 레먼스 - 로버타 워싱턴 역
- 존 섀리언 - 로스 린드 역
- 마크 제이컵스 - 하비 역
- 아비아드 번스틴 - 프라이 역
- 테사 앨버트슨 - 이저벨라 역
- 에린 윌헬미 - 트레이시 역